# 冷や汁
冷や汁（ひやしる/ひやじる、冷汁とも）は、
出汁と味噌で味を付けた、冷たい汁物料理。主に夏場に食べる。宮崎県 （宮崎県では基本的に「ひやしる」と呼ばれている）、など日本各所の郷土料理であるとともに、同名でそれぞれ別内容の料理や、別名ではあるが類似している料理が存在する。

## 歴史
古くは鎌倉時代の『鎌倉管領家記録』に「冷汁」の記述が見られる。このような「冷汁」と称される、味噌を調味料とした料理が僧侶等によって全国に流布され、以後、気候風土が適した地域のみに残ったとされる。
武家にては飯に汁かけ参らせ候、 僧侶にては冷汁をかけ参らせ候—鎌倉管領家記録
「鎌倉管領家記録』については「国書総目録」に記載がないため実在に疑問があり上記の信憑性については注意が必要。
江戸時代、寛永20年（1643年）の料理書『料理物語』では「汁の部」において「冷汁」が紹介されている。これは具としてモズク、海苔、栗、ショウガ、ミョウガ、蒲鉾、あさつきなどを入れたもので、煮貫（にぬき＝味噌味のめんつゆ様の調味料）で仕立てた一種のあえものであった。

## 宮崎県

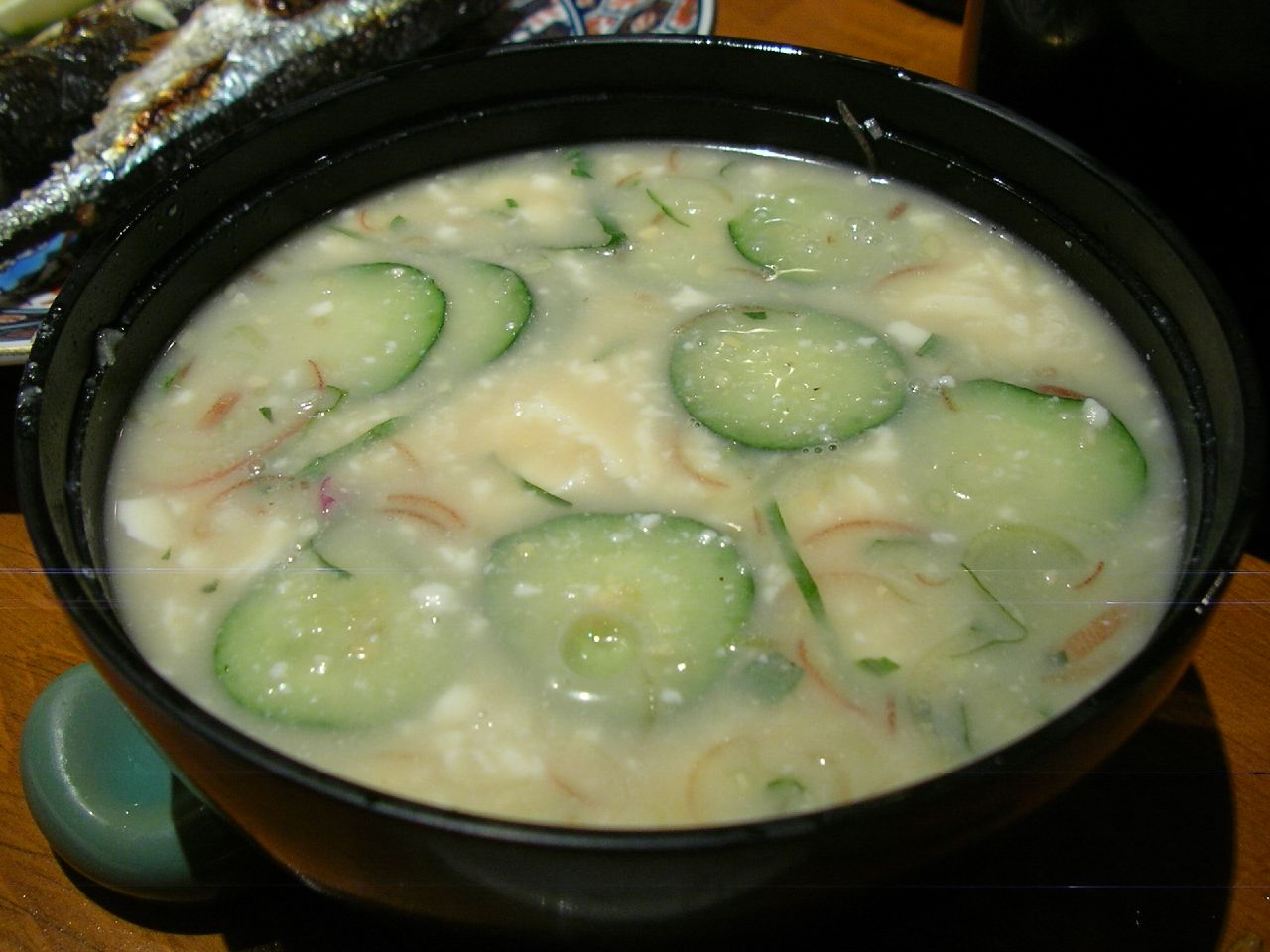
銀座・岩戸で供される宮崎県の冷や汁

現在「冷や汁」（宮崎県では基本的に「ひやしる」と呼ばれている）と呼称される料理の中では、宮崎県の冷や汁が『鎌倉管領家記録』の冷や汁に一番近いものとされる。元々は「農民食」「陣中食」と呼称された。忙しい農家の食事として、簡単に調理でき早く食する目的の料理であったが、第二次世界大戦以降に各家庭で工夫し手間のかかる料理へと移行していった。昭和40年代までは宮崎平野を中心とする地域の郷土料理であり、宮崎県北地域や県西地域ではほとんど食されていなかったが、食文化の拡大に伴い、県内広域で食されるようになってきていることが、各種調査の結果から判明している。一部では「冷やし汁」と表記・呼称されることもある。
冷や汁自体の具で栄養補給できるうえ、暑さで食欲が落ちる夏場に冷たい汁を冷ました米飯・麦飯にかけることで食べやすくなる。単なる冷めた味噌汁と違って、後述のように調理に手間が掛かるが、いわゆる「味噌汁ぶっかけ飯」の一種でもある。農山漁村の郷土料理百選として「宮崎県の料理」に選ばれている。健康食としてのイメージも高く、夏バテ対策としても食べられている。
宮崎の名物として知名度が高まるにつれて、料理店が素材を厳選し、調理方法を工夫した冷や汁をメニューに出すようになった。JR九州の豪華寝台列車「ななつ星 in 九州」の車内食にも採用されたほか、宮崎空港では「冷や汁ラーメン」を出す店もある。
外食チェーンストアのやよい軒では夏場限定の宮崎県の郷土メニュー「冷汁ととり南蛮の定食」として提供している。
魚はいりこやアジを使うのが一般的だが、淡白で癖の無い魚ならばどんなものでも利用できる。いりこは頭と腹わたを除き、乾煎りして用いる場合もある。日向市の細島地域では甘鯛を利用した冷や汁（別名ミソナマス）もある。元来家庭料理であるので宮崎県内でも地域により作り方が異なる。

## 埼玉県
県西、県北、県央、秩父地域や、さいたま市大宮地区辺りなど県内の各所で、夏の家庭料理として作られる。表記は「冷汁」で呼び名は「ひやしる」。川島町地域では「すったて」「つったて」と呼ぶこともある。特徴として、冷汁がざるうどんのつけ汁として使われた料理で『冷汁うどん』として、農山漁村の郷土料理百選に選ばれている。冷汁うどんの起源・発祥は、キュウリの輪切りを砂糖・塩・ごまで和えた料理を惣菜としてよく食べており、そこで余ったものをうどんとあわせた食べ方が始まりとされる。うどん以外に素麺を用いることもある。
かつて農民が夏の重労働を行う際、時間や食欲のない時でも充分な栄養補給や体力回復のために、簡単に食べられる生活の知恵として伝承されていた料理である。近年は少なくなったが、農家や旧家などでお盆に親戚一同が会した時、宴席の締めに食されることが多かった。
外食産業のメニューとしての冷汁うどんは、加須市内にある加須うどんの店「子亀」が発祥とされ、このメニューを扱う店舗も加須うどん店夏季全般や道の駅童謡のふる里おおとねのレストランに見られる程度であったが、2007年より川島町にて町おこしの観光資源として冷汁うどん（すったて）を活用するプロジェクトが発足し、町内の協賛飲食店にて夏季限定で提供されている。
2009年の夏場には、東京都内のJR駅の立ち食い（浜松町駅など）でも提供された。また、2010年のゴールデンウィーク中に大宮ソニックシティ付近で開催された「第6回 埼玉B級ご当地グルメ王決定戦」では、川島町が「すったて」として出品し、優勝を獲得した。

## 山形県
季節の茹で野菜に、数種の乾物を戻して煮たものを冷ましてから汁ごと和えた具沢山のお浸し。米沢藩に古くから伝わる料理で、合戦の出陣式には配下の武将に冷や汁が振舞われたといわれている。正月料理としても知られており、正月には野菜に雪菜を用いることが多い。また、主材料の名前を取り入れた形（例「雪菜の冷や汁」等）で呼称されることもある。

## 他地域の冷や汁・冷や汁に類似する料理
群馬県、栃木県など北関東でも埼玉の冷や汁と同様の「冷や汁」料理がある。また、新潟県長岡市栃尾地域・中越地方・十日町市・三条市・見附市などでも埼玉に類似する「冷やし汁（冷し汁）」が存在する。
九州の各地にも宮崎県の冷や汁と同様の「冷や汁」料理があり、熊本県の阿蘇周辺や鹿児島県などでは夏に家庭料理として食べられている。大分県津久見市近辺でも、焼き魚のほぐし身を使った「冷汁」が古くから食べられている。
宮崎県の冷や汁に類似する内容の「さつま」と呼称される料理が、大分県、岡山県、広島県、愛媛県、香川県などに存在する。これは薩摩地域の農民・漁師料理が起源で当地では「冷や汁」と呼称されているが、料理が伝わっていった際、起源地の名を取ってこう呼称されるようになったとされる。
愛知県篠島で作られるニシ汁は、主要な材料がイボニシに限定されるものの、焼いた小魚をダシとして、イボニシの肉とともにすり潰して湯水を加えるなど、作り方が宮崎県の冷や汁に類似している。
静岡県御前崎市を中心とした中部地区では、「ガワ」という漁師料理が存在する。元は操業中の漁船上で作られていた料理で、鍋に味噌、氷、玉ねぎ、きゅうり、カツオやアジなどをたたいた身、薬味としてみょうが、ねぎ、大葉などを入れて豪快に混ぜたものである。魚の臭み消しとして梅干しを入れることもある。そのまま冷たい味噌汁として、またご飯やそうめんにかけて食べる。氷が鍋に当たる音が料理名の由来とされている。